# 长征二号丙运载火箭
长征二号丙运载火箭（简称：“长二丙”或“长二C”）是中华人民共和国自1982年开始服役的两级液体中型运载火箭，是在长征二号运载火箭的基础上改进设计而成，当前主要用于发射低轨和太阳同步轨道卫星，其最大运载能力可达到4.3吨。
長征二號丙運載火箭是中国多种常规液体推进剂运载火箭的基礎型號，在長征二號丙的技術基礎上，發展了长二捆、长征二号F、长征三号系列等运载火箭。自1982年9月9日成功首飞以来，长二丙及其改进型火箭已服役超过四十年，是中国目前服役时间最长的运载火箭，且是长征系列运载火箭中唯一同时具备发射近地轨道、太阳同步轨道、地球同步转移轨道及大椭圆轨道卫星能力的运载火箭，发射方式有单星发射、串并联双星、并联三星发射、侧挂多星发射，是中国目前运用最灵活、用途最广泛的运载火箭。

## 历史
1975年11月26日，由中国运载火箭技术研究院抓总研制的长征二号运载火箭首次成功将卫星送入预定轨道，奠定了中国常规液体推进剂火箭的基础。之后型号队伍马上开始组织对长征二号火箭的改进设计，将其近地轨道运载能力由原来的1800公斤提高到2500公斤，同时大幅提升可靠性。改进后的长征二号被赋予了新的型号名称，即“长征二号丙”。由于长征二号是基于东风五号导弹改装的运载火箭，而长二丙与东风五号更为相似，中国载人航天工程火箭系统（长2F火箭）总设计师王永志甚至直言“中国的运载火箭都是从东五开始的，长二丙本身就是东五”。
1982年9月9日，长征二号丙火箭在酒泉卫星发射中心首飞，成功发射一颗返回式卫星，圆满完成首次发射任务。
1987年8月5日，长征二号丙火箭成功发射了中国第九颗返回式卫星，同时还搭载了两台由法国马特拉宇航公司研制的微重力实验装置。这是长征火箭首次向国外用户提供星上搭载服务。同年，长征二号丙在成功发射中国第十颗返回式卫星后被中国质量协会授予“全国质量金质奖”。
1993年4月，中美签订用中国运载火箭发射美国通讯卫星铱星的合同。为了满足合同要求，开发出了改进型长征二号丙/SD火箭，可将1500kg的有效载荷送入630km的近地轨道，如此每次发射可以““一箭双星”的方式将两颗铱星送入预定轨道。从1997年12月至1999年6月之间该型火箭进行6次发射，共发射12颗卫星，完成了铱星合同规定的任务。1998年12月，由于过往表现优异及发射全部成功的记录，长征二号丙改进型火箭获得原航天工业总公司授予的“优质火箭”金牌的称号，并获得了国家科学进步一等奖。
2011年8月17日，长征二号丙运载火箭自酒泉卫星发射中心发射“实践十一号04星”，但火箭飞行过程中发生故障，卫星未能进入预定轨道。这是长征二号丙运载火箭在其发射生涯中首次出现失败。
2019年7月26日，长征二号丙火箭在遥感三十号07组卫星发射任务中搭载验证了中国首个基于栅格舵的一子级再入控制技术，实际落点距离理论落点仅偏差1.9千米。
2021年7月19日，长征二号丙火箭在自西昌卫星发射中心发射的遥感三十号第十组卫星任务中成功搭载验证了整流罩再入控制用减速伞超声速开伞，验证了整流罩落区控制关键技术，首次实现中国运载火箭整流罩带伞降落。

## 型号
长征二号丙共有三種型號分支：
- 长征二号丙/SD：1997年9月1日首次發射，是一種商業衛星發射器，即在长征二号丙的二級火箭上安裝一個上面級的智能分配器，為並聯多星上面級。[11]
- 长征二号丙/SM：2003年首次發射，上面級安裝了固体发动机，用於發射高軌道衛星。[12]
- 长征二号丙/SMA：2008年首次發射，安裝了改進版的智能分配器，為串聯多星上面級。

根据载荷的尺寸需要，长征二号丙可使用3.35米及4.2米直径的整流罩，其中3.35米直径的整流罩又包括多种不同长度，而4.2米直径整流罩则已逐渐成为主力。

## 发射记录
| 飞行次序             | 上面級          | 火箭序号 | 起飞时间（UTC+8）                  | 发射工位                 | 有效载荷                                                                          | 卫星轨道     | 发射结果                              |
| -------------------- | --------------- | -------- | ---------------------------------- | ------------------------ | --------------------------------------------------------------------------------- | ------------ | ------------------------------------- |
| 1                    |                 | 遥一     | 1982年9月9日                       | 酒泉卫星发射中心138工位  | 尖兵一号（返回式卫星零号）                                                        | 近地軌道     | 成功                                  |
| 2                    |                 | 遥二     | 1983年8月19日                      | 酒泉卫星发射中心138工位  | 尖兵一号（返回式卫星零号）                                                        | 近地軌道     | 成功                                  |
| 3                    |                 | 遥三     | 1984年9月12日                      | 酒泉卫星发射中心138工位  | 尖兵一号（返回式卫星零号）                                                        | 近地軌道     | 成功                                  |
| 4                    |                 | 遥四     | 1985年10月21日                     | 酒泉卫星发射中心138工位  | 尖兵一号（返回式卫星零号）                                                        | 近地軌道     | 成功                                  |
| 5                    |                 | 遥五     | 1986年10月6日                      | 酒泉卫星发射中心138工位  | 尖兵一号（返回式卫星零号）                                                        | 近地軌道     | 成功                                  |
| 6                    |                 | 遥六     | 1987年8月5日                       | 酒泉卫星发射中心138工位  | 尖兵一号（返回式卫星零号）                                                        | 近地軌道     | 成功                                  |
| 7                    |                 | 遥七     | 1987年9月9日                       | 酒泉卫星发射中心138工位  | 尖兵一号甲（返回式卫星一号）                                                      | 近地軌道     | 成功                                  |
| 8                    |                 | 遥八     | 1988年8月5日                       | 酒泉卫星发射中心138工位  | 尖兵一号甲（返回式卫星一号）                                                      | 近地軌道     | 成功                                  |
| 9                    |                 | 遥九     | 1990年10月5日                      | 酒泉卫星发射中心138工位  | 尖兵一号甲（返回式卫星一号）                                                      | 近地軌道     | 成功                                  |
| 10                   |                 | 遥十     | 1992年10月6日                      | 酒泉卫星发射中心138工位  | 尖兵一号甲（返回式卫星一号） · 瑞典弗利亚卫星                                     | 近地軌道     | 成功                                  |
| 11                   |                 | 遥十一   | 1993年10月8日                      | 酒泉卫星发射中心138工位  | 尖兵一号甲（返回式卫星一号）                                                      | 近地軌道     | 成功                                  |
| 12                   | SD              | 遥一     | 1997年9月1日                       | 太原卫星发射中心7号工位  | 铱星模拟星×2                                                                      | 近地軌道     | 成功                                  |
| 13                   | SD              | 遥二     | 1997年12月8日                      | 太原卫星发射中心7号工位  | 美国铱42 · 美国铱44                                                               | 近地軌道     | 成功                                  |
| 14                   | SD              | 遥三     | 1998年3月26日                      | 太原卫星发射中心7号工位  | 美国铱51 · 美国铱61                                                               | 近地軌道     | 成功                                  |
| 15                   | SD              | 遥四     | 1998年5月2日                       | 太原卫星发射中心7号工位  | 美国铱69 · 美国铱71                                                               | 近地軌道     | 成功                                  |
| 16                   | SD              | 遥五     | 1998年8月20日                      | 太原卫星发射中心7号工位  | 美国铱76 · 美国铱78                                                               | 近地軌道     | 成功                                  |
| 17                   | SD              | 遥六     | 1998年12月19日                     | 太原卫星发射中心7号工位  | 美国铱88 · 美国铱89                                                               | 近地軌道     | 成功                                  |
| 18                   | SD              | 遥七     | 1999年6月12日                      | 太原卫星发射中心7号工位  | 美国铱92 · 美国铱93                                                               | 近地軌道     | 成功                                  |
| 19                   | SM              | 遥一     | 2003年12月30日 03时06分18秒        | 西昌卫星发射中心3号工位  | 探测一号                                                                          | 高橢圓軌道   | 成功                                  |
| 20                   |                 | 遥十四   | 2004年4月18日 23时59分             | 西昌卫星发射中心3号工位  | 试验卫星一号 纳星一号                                                             | 近地軌道     | 成功                                  |
| 21                   | SM              | 遥二     | 2004年7月25日 15时05分             | 太原卫星发射中心7号工位  | 探测二号                                                                          | 高橢圓极轨道 | 成功                                  |
| 22                   |                 | 遥十二   | 2004年8月29日                      | 酒泉卫星发射中心94号工位 | 尖兵二号（返回式卫星四号）                                                        | 近地軌道     | 成功                                  |
| 23                   |                 | 遥十五   | 2004年11月18日                     | 西昌卫星发射中心3号工位  | 试验卫星二号                                                                      | 太阳同步轨道 | 成功                                  |
| 24                   |                 | 遥十三   | 2005年8月2日                       | 酒泉卫星发射中心94号工位 | 尖兵二号（返回式卫星四号）                                                        | 近地軌道     | 成功                                  |
| 25                   |                 | 遥十六   | 2006年9月9日 15时                  | 酒泉卫星发射中心94号工位 | 实践八号                                                                          | 近地軌道     | 成功                                  |
| 26                   |                 | 遥十八   | 2007年4月11日                      | 太原卫星发射中心7号工位  | 海洋一号B                                                                         | 太阳同步轨道 | 成功                                  |
| 27                   | SMA             | 遥一     | 2008年9月6日 11时25分              | 太原卫星发射中心7号工位  | 环境一号A 环境一号B                                                               | 太阳同步轨道 | 成功                                  |
| 28                   |                 | 遥十九   | 2009年4月22日 10时55分             | 太原卫星发射中心7号工位  | 遥感卫星六号                                                                      | 太阳同步轨道 | 成功                                  |
| 29                   |                 | 遥二十一 | 2009年11月12日 10时45分            | 酒泉卫星发射中心94号工位 | 实践11号01星                                                                      | 太阳同步轨道 | 成功                                  |
| 30                   |                 | 遥二十五 | 2011年7月6日 12时28分              | 酒泉卫星发射中心94号工位 | 实践11号03星                                                                      | 太阳同步轨道 | 成功                                  |
| 31                   |                 | 遥二十四 | 2011年7月29日 15时42分             | 酒泉卫星发射中心94号工位 | 实践11号02星                                                                      | 太阳同步轨道 | 成功                                  |
| 32                   |                 | 遥二十六 | 2011年8月18日 17时28分             | 酒泉卫星发射中心94号工位 | 实践11号04星                                                                      | 太阳同步轨道 | 失败 二级游机与伺服机构连接失效       |
| 33                   |                 | 遥二十   | 2011年11月30日 02时50分            | 太原卫星发射中心9号工位  | 遥感卫星十三号                                                                    | 太阳同步轨道 | 成功                                  |
| 34                   | SMA             | 遥二     | 2012年10月14日 11时25分            | 太原卫星发射中心9号工位  | 实践九号A 实践九号B                                                               | 太阳同步轨道 | 成功                                  |
| 35                   |                 | 遥十七   | 2012年11月19日 06时53分            | 太原卫星发射中心9号工位  | 环境一号C                                                                         | 太阳同步轨道 | 成功                                  |
| 36                   |                 | 遥二十三 | 2013年7月15日 17时27分             | 酒泉卫星发射中心94号工位 | 实践11号05星                                                                      | 太阳同步轨道 | 成功                                  |
| 37                   |                 | 遥二十八 | 2013年10月29日 10时50分            | 太原卫星发射中心9号工位  | 遥感卫星18号                                                                      | 太阳同步轨道 | 成功                                  |
| (38)                 |                 |          | 2014年1月9日                       | 太原卫星发射中心9号工位  | 某高超声速飞行器                                                                  | 亚轨道       | 成功                                  |
| 38(39)               |                 | 遥二十七 | 2014年3月31日 10时46分             | 酒泉卫星发射中心94号工位 | 实践11号06星                                                                      | 太阳同步轨道 | 成功                                  |
| (40)                 |                 |          | 2014年8月7日                       | 太原卫星发射中心9号工位  | 某高超声速飞行器                                                                  | 亚轨道       | 成功                                  |
| 39(41)               |                 | 遥三十一 | 2014年9月28日 13时13分             | 酒泉卫星发射中心94号工位 | 实践11号07星                                                                      | 太阳同步轨道 | 成功                                  |
| (42)                 |                 |          | 2014年12月2日                      | 太原卫星发射中心9号工位  | 某高超声速飞行器                                                                  | 亚轨道       | 成功                                  |
| 40(43)               |                 | 遥三十二 | 2014年10月27日 14时59分            | 酒泉卫星发射中心94号工位 | 实践11号08星                                                                      | 太阳同步轨道 | 成功                                  |
| 41(44)               |                 | 遥三十五 | 2014年11月15日 02时53分            | 太原卫星发射中心9号工位  | 遥感卫星二十三号                                                                  | 太阳同步轨道 | 成功                                  |
| (45)                 |                 |          | 2015年6月7日                       | 太原卫星发射中心9号工位  | 某高超声速飞行器                                                                  | 亚轨道       | 成功                                  |
| (46)                 |                 |          | 2015年8月17日                      | 太原卫星发射中心9号工位  | 某高超声速飞行器                                                                  | 亚轨道       | 成功                                  |
| (47)                 |                 |          | 2015年11月23日                     | 太原卫星发射中心9号工位  | 某高超声速飞行器                                                                  | 亚轨道       | 成功                                  |
| (48)                 |                 |          | 2016年4月22日                      | 太原卫星发射中心9号工位  | 某高超声速飞行器                                                                  | 亚轨道       | 成功                                  |
| 42(49)               |                 | 遥二十九 | 2017年9月29日 12时21分             | 西昌卫星发射中心3号工位  | 遥感卫星三十号01组A、B、C                                                         | 低地球轨道   | 成功                                  |
| 43(50)               |                 | 遥三十三 | 2017年11月25日 2时10分             | 西昌卫星发射中心3号工位  | 遥感卫星三十号02组A、B、C                                                         | 低地球轨道   | 成功                                  |
| 44(51)               |                 | 遥三十四 | 2017年12月26日 03时44分            | 西昌卫星发射中心3号工位  | 遥感卫星三十号03组A、B、C                                                         | 低地球轨道   | 成功                                  |
| 45(52)               |                 | 遥三十六 | 2018年1月25日 13时39分             | 西昌卫星发射中心3号工位  | 遥感卫星三十号04组A、B、C 微纳-1A                                                 | 低地球轨道   | 成功                                  |
| 46(53)               |                 | 遥四十四 | 2018年6月27日 11时30分             | 西昌卫星发射中心3号工位  | 新技术试验A、B                                                                    | 近地轨道     | 成功                                  |
| 47(54)               | SMA             | 遥三     | 2018年7月9日 11时56分              | 酒泉卫星发射中心94号工位 | 巴基斯坦遥感卫星一号 · 巴基斯坦科学实验卫星                                       | 近地轨道     | 成功                                  |
| 48(55)               |                 | 遥三十九 | 2018年9月7日 11时15分              | 太原卫星发射中心9号工位  | 海洋一号C                                                                         | 太阳同步轨道 | 成功                                  |
| 49(56)               | 远征一号S遥一   | 遥三十八 | 2018年10月9日 10时43分             | 酒泉卫星发射中心94号工位 | 遥感三十二号01组A、B                                                              | 太阳同步轨道 | 成功                                  |
| 50(57)               |                 | 遥二十二 | 2018年10月29日 08时43分            | 酒泉卫星发射中心94号工位 | 中法海洋卫星 · 潇湘一号02星 · 星河号 · 长沙高新号 · 铜川一号 · 白俄羅斯BSUSat-1等 | 太阳同步轨道 | 成功                                  |
| 51(58)               |                 | 遥三十七 | 2019年7月26日 11时57分             | 西昌卫星发射中心3号工位  | 遥感卫星三十号05组A、B、C                                                         | 低地球轨道   | 成功                                  |
| 52(59)               |                 | 遥四十二 | 2020年3月24日 11时43分             | 西昌卫星发射中心3号工位  | 遥感卫星三十号06组A、B、C                                                         | 低地球轨道   | 成功                                  |
| 53(60)               |                 | 遥四十   | 2020年6月11日 02时31分             | 太原卫星发射中心9号工位  | 海洋一号D                                                                         | 太阳同步轨道 | 成功                                  |
| 54(61)               |                 | 遥四十三 | 2020年10月26日 23时19分05秒115毫秒 | 西昌卫星发射中心3号工位  | 遥感卫星三十号07组A、B、C天启星座06星                                             | 低地球轨道   | 成功                                  |
| 55(62)               |                 | 遥四十七 | 2021年5月7日 02时11分04秒959毫秒   | 西昌卫星发射中心3号工位  | 遥感卫星三十号08组A、B、C天启星座12星                                             | 低地球轨道   | 成功                                  |
| 56(63)               |                 | 遥四十八 | 2021年6月18日 14时30分             | 西昌卫星发射中心3号工位  | 遥感卫星三十号09组A、B、C天启星座14星                                             | 低地球轨道   | 成功                                  |
| 57(64)               |                 | 遥四十九 | 2021年7月19日 08时19分             | 西昌卫星发射中心3号工位  | 遥感卫星三十号10组A、B、C天启星座15星                                             | 低地球轨道   | 成功                                  |
| 58(65)               | 远征一号S遥二   | 遥五十一 | 2021年8月24日 19时15分             | 酒泉卫星发射中心94号工位 | 融合试验卫星01、02不明搭载星                                                      | 低地球轨道   | 成功                                  |
| 59(66)               | 远征一号S遥四   | 遥四十一 | 2021年11月3日 15时43分             | 酒泉卫星发射中心94号工位 | 遥感三十二号02组A、B                                                              | 太阳同步轨道 | 成功                                  |
| 60(67)               |                 | 遥六十二 | 2022年3月5日 14时01分              | 西昌卫星发射中心3号工位  | 银河航天02批卫星01、02、03、04、05、06暄铭星愿卫星                                | 近地轨道     | 成功                                  |
| 61(68)               |                 | 遥七十   | 2022年4月29日 12时11分             | 酒泉卫星发射中心94号工位 | 四维01卫星四维02卫星                                                              | 太阳同步轨道 | 成功                                  |
| 62(69)               | 远征一号S遥五   | 遥五十三 | 2022年5月20日 18时30分             | 酒泉卫星发射中心94号工位 | 低轨通信试验卫星×3                                                                | 低地球轨道   | 成功                                  |
| 63(70)               |                 | 遥六十五 | 2022年6月2日 12时00分              | 西昌卫星发射中心3号工位  | 吉利星座01组卫星01、02、03、04、05、06、07、08、09                                | 低地球轨道   | 成功                                  |
| 64(71)               |                 | 遥七十一 | 2022年7月16日 06时57分             | 太原卫星发射中心9号工位  | 四维03卫星四维04卫星                                                              | 太阳同步轨道 | 成功                                  |
| 65(72)               |                 | 遥四十五 | 2022年10月13日 06时53分            | 太原卫星发射中心9号工位  | 5米S-SAR01星（环境减灾二号05卫星）                                                | 太阳同步轨道 | 成功                                  |
| 66(73)               |                 | 遥六十一 | 2023年1月13日 02时10分             | 西昌卫星发射中心3号工位  | 亚太6E卫星（带独立推进舱）                                                        | 低地球轨道   | 成功                                  |
| 67(74)               |                 | 遥六十三 | 2023年2月24日 12时01分             | 酒泉卫星发射中心94号工位 | 埃及荷鲁斯1号遥感卫星                                                             | 太阳同步轨道 | 成功                                  |
| 68(75)               |                 | 遥六十四 | 2023年3月13日 12时02分             | 酒泉卫星发射中心94号工位 | 埃及荷鲁斯2号遥感卫星                                                             | 太阳同步轨道 | 成功                                  |
| 69(76)               |                 | 遥六十   | 2023年5月21日 16时00分             | 酒泉卫星发射中心94号工位 | 澳门科学一号A星 澳门科学一号B星 珞珈二号01星                                      | 低地球轨道   | 成功                                  |
| 70(77)               | 远征一号S遥三   | 遥五十二 | 2023年7月9日 19时00分              | 酒泉卫星发射中心94号工位 | 卫星互联网技术试验卫星                                                            | 低地球轨道   | 成功                                  |
| 71(78)               |                 | 遥四十六 | 2023年8月9日 06时53分              | 太原卫星发射中心9号工位  | 环境减灾二号06卫星                                                                | 太阳同步轨道 | 成功                                  |
| 72(79)               | 远征一号S遥九   | 遥五十六 | 2023年11月16日 11时55分            | 酒泉卫星发射中心94号工位 | 海洋三号A（新一代海洋水色观测卫星）                                               | 太阳同步轨道 | 成功                                  |
| 73(80)               |                 | 遥五十四 | 2023年12月4日 12时10分             | 酒泉卫星发射中心94号工位 | 埃及二号 · 星池一号第二组A · 星池一号第二组B                                      | 太阳同步轨道 | 成功                                  |
| 74(81)               | 远征一号S遥十七 | 遥七十三 | 2023年12月30日 08时13分            | 酒泉卫星发射中心94号工位 | 卫星互联网技术试验04卫星                                                          | 低地球轨道   | 成功                                  |
| 75(82)               |                 | 遥三十   | 2024年1月9日 15时03分              | 西昌卫星发射中心3号工位  | 爱因斯坦探针卫星EP (Einstein Probe)                                               | 低地球轨道   | 成功                                  |
| 76(83)               |                 | 遥八十五 | 2024年2月3日 07时37分              | 西昌卫星发射中心3号工位  | 吉利星座02组卫星01、02、03、04、05、06、07、08、09、10、11                        | 低地球轨道   | 成功                                  |
| 77(84)               | 远征一号S遥十八 | 遥八十六 | 2024年3月13日 20时51分             | 西昌卫星发射中心3号工位  | DRO-A/B卫星                                                                       | 地月转移轨道 | 部分失败 火箭成功发射后上面级飞行异常 |
| 78(85)               |                 | 遥五十   | 2024年6月22日 15时00分             | 西昌卫星发射中心3号工位  | 中法天文卫星（SVOM） 全变源追踪猎人星座CATCH-1卫星                                | 低地球轨道   | 成功                                  |
| 79(86)               |                 |          | 2024年10月23日 09时09分            | 西昌卫星发射中心3号工位  | 遥感四十三号03组卫星                                                              | 低地球轨道   | 成功                                  |
| 80(87)               |                 |          | 2024年11月9日 11时39分             | 酒泉卫星发射中心94号工位 | 航天宏图PIESAT-2 01-04星                                                          | 太阳同步轨道 | 成功                                  |
| 81(88)               |                 |          | 2024年11月25日 07时39分            | 酒泉卫星发射中心94号工位 | 四维高景二号03 四维高景二号04                                                     | 太阳同步轨道 | 成功                                  |
| 82(89)               |                 |          | 2025年2月27日 15时08分             | 酒泉卫星发射中心94号工位 | 四维高景一号03 四维高景一号04                                                     | 太阳同步轨道 | 成功                                  |
| \| 成功率：97.56% \| |                 |          |                                    |                          |                                                                                   |              |                                       |
| 成功率：97.56%       |                 |          |                                    |                          |                                                                                   |              |                                       |

### 数据统计
- 成功
- 计划
- 部分成功
- 失利

## 技术性能
| 总体参数 | 一子级 | 二子级 | 整流罩 |
| *级数：2级 - 全长：31.170米(A型罩) 35.151米(B型罩) - 最大直径：3.350米 - 起飞质量：约192吨 - 起飞推力：2786千牛 - 推重比：1.48 - 运载能力：2400公斤(200~470公里近地轨道) - 入轨精度(σ) ：(200~470公里近地轨道) - 半长轴偏差：1.3公里 - 偏心率偏差：0.00023 - 轨道倾角偏差：0.05度 - 近地点幅角偏差：1.7度 - 升交点经度偏差：0.1度 | - 级长：23.720米 - 直径：3.350米 - 起飞质量：151吨 - 结构质量：8.6吨 - 推进剂质量：143吨 - 发动机：YF-21 - 推进剂：四氧化二氮/偏二甲肼 - 地面总推力：2786千牛 - 地面比冲：2540牛·秒/公斤 - 工作时间：130秒 | - 级长：8.706米 - 直径：3.350米 - 起飞质量：38.2吨 - 结构质量：3.2吨 - 推进剂质量：35吨 - 发动机：YF-22(主机) 4×YF-23(游机) - 推进剂：四氧化二氮/偏二甲肼 - 真空推力：720千牛(主机) 46千牛(4台游机) - 真空比冲：2834牛·秒/公斤(主机) 2762牛·秒/公斤(游机) - 工作时间：112秒(主机) 287秒(游机) | - 长度：3.144米(A型) 7.125米(B型) - 直径：2.200米(A型) 3.350米(B型) - 有效容积：3.6立方米(A型) 27立方米(B型) |

注*：数据来自《中国航天》杂志 一九九七年第八期